# 瑪爾海豬魚
瑪爾海豬魚（學名：Halichoeres malpelo）為輻鰭魚綱鱸形目隆頭魚亞目隆頭魚科的其中一種，被IUCN列為易危保育類動物，分布於中東太平洋Malpelo島海域，棲息深度約10公尺，體長可達15公分，棲息在沙石底質海域，生活習性不明。